# Sixième district congressionnel du Missouri
Le 6e district congressionnel du Missouri est un district du Congrès États-Unis situé dans l'État américain du Missouri. Il couvre une vaste étendue de territoire dans le nord du Missouri, s'étendant sur presque toute la largeur de l'État, du Kansas à l'Illinois. Sa plus grande population électorale est concentrée dans la partie nord de la région métropolitaine de Kansas City et dans la ville de St. Joseph. Le district comprend une grande partie de Kansas City au nord de la rivière Missouri (y compris l'aéroport international de Kansas City).
Le district comprend tout ou partie des comtés suivants : Adair, Andrew, Atchison, Buchanan, Caldwell, Carroll, Chariton, Clark, Clay, Clinton, Daviess, De Kalb, Gentry, Grundy, Harrison, Holt, Jackson, Knox, Lewis, Lincoln, Linn, Livingston, Macon, Marion, Mercer, Monroe, Nodaway, Pike, Platte, Putnam, Ralls, Schuyler, Scotland, Shelby, Sullivan, Worth.
Les Représentants notables du district comprennent les gouverneurs John Smith Phelps et Austin A. King ainsi que le maire de Kansas City, Robert T. Van Horn. En 1976, Jerry Litton a été tué le soir des élections alors qu'il se rendait à une soirée de victoire après avoir remporté l'investiture Démocrate au Sénat des États-Unis. Le centre de visiteurs à Smithville Lake porte le nom de Litton. La Démocrate Pat Danner, ancienne assistante de Jerry Litton, a remporté le siège en 1992, devenant ainsi la première femme à être élue dans la circonscription, battant un Républicain sortant depuis 16 ans.
George W. Bush a battu John Kerry dans cette circonscription entre 57 et 42 % en 2004. La circonscription est représentée par le Républicain Sam Graves, qui occupe le siège depuis 2001. Graves a facilement conservé son siège ce qui s'annonçait comme une année 2008 difficile. élection, battant l'ancien maire de Kansas City, Kay Waldo Barnes, par 23 points.
Historiquement, le 6e n’était sûr pour aucune des parties. Cependant, ces dernières années, il a eu une tendance républicaine, reflétant la tendance de plus en plus conservatrice des zones les plus rurales du Missouri qui votaient historiquement pour les Démocrates Yellow Dog.
Il est actuellement représenté par le Républicain Sam Graves.

## Redécoupage à la suite du recensement de 2010
Après que le Missouri ait perdu un siège au Congrès à la suite du recensement de 2010 (en partie à cause des pertes de population dans plusieurs comtés ruraux du nord du Missouri), le 6e a été élargi pour inclure la majeure partie du Missouri au nord de la rivière Missouri, s'étendant d'une frontière à l'autre du Kansas à l'Illinois. . L'ajout géographique le plus important s'est produit dans le nord-est du Missouri (y compris Kirksville et Hannibal), qui était autrefois la moitié nord de l'ancien 9e district.
Le 6e a perdu les comtés de Cooper et Howard au profit du 4e district, et Gladstone dans le sud-ouest du Comté de Clay au profit du 5e district. Pendant ce temps, le 6e a été étendu pour la première fois dans le Comté de Jackson, englobant la partie nord-est entre le fleuve Missouri et l'Interstate 70, ainsi qu'une petite partie au sud-ouest d'Independence.
Lors du redécoupage de 2020, une plus grande partie du Comté de Clay a été cédée au 5e district, y compris North Kansas City. Le district a également déménagé pour la première fois dans la zone métropolitaine de Saint-Louis, gagnant la majeure partie du Comté de Lincoln, y compris sa plus grande ville, Troy, du 3e district.

## Historique de vote
| Année | Poste     | Résultats              |
| ----- | --------- | ---------------------- |
| 2000  | Président | Bush 53,0 % – 44,0 %   |
| 2004  | Président | Bush 57,0 % – 42,0 %   |
| 2008  | Président | McCain 54,0 % – 45,0 % |
| 2012  | Président | Romney 60,0 % – 38,0 % |
| 2016  | Président | Trump 63,0 % – 32,0 %  |
| 2020  | Président | Trump 63,0 % – 35,0 %  |

## Liste des Représentants du district
| Membre                          | Parti             | Années                              | Congrès     | Histoire électorale | Zone géographique |
| ------------------------------- | ----------------- | ----------------------------------- | ----------- | --- | ----------------- |
| District établit le 4 mars 1853 |                   |                                     |             | |                   |
| John S. Phelps (en)             | Démocrate         | 4 mars 1853 - 3 mars 1863           | 33e - 37e   | Redécoupage depuis le 5e district et réélu en 1852. Réélu en 1854. Réélu en 1856. Réélu en 1858. Réélu en 1860. Retrait.                                                            |                   |
| Austin A. King (en)             | Unioniste         | 4 mars 1863 - 3 mars 1865           | 38e         | Élu en 1862. Perds sa réélection. |                   |
| Robert T. Van Horn (en)         | Républicain       | 4 mars 1865 - 3 mars 1871           | 39e - 41e   | Élu en 1864. Réélu en 1866. Réélu en 1868. Retrait. |                   |
| Abram Comingo (en)              | Démocrate         | 4 mars 1871 - 3 mars 1873           | 42e         | Élu en 1870. Redécoupage depuis le 8e district. |                   |
| Harrison E. Havens (en)         | Républicain       | 4 mars 1873 - 3 mars 1875           | 43e         | Redécoupage depuis le 4e district et réélu en 1872. Perds sa réélection. |                   |
| Charles H. Morgan (en)          | Démocrate         | 4 mars 1875 - 3 mars 1879           | 44e , 45e   | Élu en 1874. Réélu en 1876. Perds sa réélection. |                   |
| James R. Waddill (en)           | Démocrate         | 4 mars 1879 - 3 mars 1881           | 46e         | Élu en 1878. Retrait. |                   |
| Ira S. Hazeltime (en)           | Greenback         | 4 mars 1881 - 3 mars 1883           | 47e         | Élu en 1880. Perds sa réélection. |                   |
| John Cosgrove (en)              | Démocrate         | 4 mars 1883 - 3 mars 1885           | 48e         | Élu en 1882. Renominé en 1884 mais se retire avant l'élection. |                   |
| John T. Heard (en)              | Démocrate         | 4 mars 1885 - 3 mars 1893           | 49e - 52e   | Élu en 1884. Réélu en 1886. Réélu en 1888. Réélu en 1890. Redécoupage depuis le 7e district.                                                                                        |                   |
| David A. De Armond (en)         | Démocrate         | 4 mars 1893 - 23 novembre 1909      | 53e - 61e   | Redécoupage depuis le 12e district et réélu en 1892. Réélu en 1894. Réélu en 1896. Réélu en 1898. Réélu en 1900. Réélu en 1902. Réélu en 1904. Réélu en 1906. Réélu en 1908. Décès. |                   |
| Vacant                          | Vacant            | 23 novembre 1909 - 1er février 1910 | 61e         | |                   |
| Clement C. Dickinson (en)       | Démocrate         | 1er février 1910 - 3 mars 1921      | 61e - 66e   | Élu pour terminer le mandat d'Armond. Réélu en 1910. Réélu en 1912. Réélu en 1914. Réélu en 1916. Réélu en 1918. Perds sa réélection.                                               |                   |
| William O. Atkeson (en)         | Républicain       | 4 mars 1921 - 3 mars 1923           | 67e         | Élu en 1920. Perds sa réélection. |                   |
| Clement C. Dickinson (en)       | Démocrate         | 4 mars 1923 - 3 mars 1929           | 68e - 70e   | Élu en 1922. Réélu en 1924. Réélu en 1926. Perds sa réélection. |                   |
| Thomas J. Halsey (en)           | Républicain       | 4 mars 1929 - 3 mars 1931           | 71e         | Élu en 1928. Perds sa réélection. |                   |
| Clement C. Dickinson (en)       | Démocrate         | 4 mars 1931 - 3 mars 1933           | 72e         | Élu en 1930. Redécoupage vers le district at-large. |                   |
| District supprimé               | District supprimé | 4 mars 1933 - 3 janvier 1935        | 73e         | Les Représentants sont élus sur un seul bulletin de vote. |                   |
| Reuben T. Wood (en)             | Démocrate         | 3 janvier 1935 - 3 janvier 1941     | 74e - 76e   | Redécoupage depuis le district at-large et réélu en 1934. Réélu en 1936. Réélu en 1938. Perds sa réélection.                                                                        |                   |
| Philip A. Bennett (en)          | Républicain       | 3 janvier 1941 - 7 décembre 1942    | 77e         | Élu en 1940. Réélu en 1942 mais décède avant le début du mandat. |                   |
| Vacant                          | Vacant            | 7 décembre 1942 - 12 janvier 1943   | 77e , 78e   | |                   |
| Marion T. Bennett (en)          | Républicain       | 12 janvier 1943 - 3 janvier 1949    | 78e - 80e   | Élu pour terminer le mandat de son père. Réélu en 1944. Réélu en 1946. Perds sa réélection.                                                                                         |                   |
| George H. Christopher (en)      | Démocrate         | 3 janvier 1949 - 3 janvier 1951     | 81e         | Élu en 1948. Perds sa réélection. |                   |
| Orland K. Armstrong (en)        | Républicain       | 3 janvier 1951 - 3 janvier 1953     | 82e         | Élu en 1950. Retrait. |                   |
| William C. Cole (en)            | Républicain       | 3 janvier 1953 - 3 janvier 1955     | 83e         | Élu en 1952. Perds sa réélection. | 1953–1963         |
| William Raleigh Hull Jr. (en)   | Démocrate         | 3 janvier 1955 - 3 janvier 1973     | 84e - 92e   | Élu en 1954. Réélu en 1956. Réélu en 1958. Réélu en 1960. Réélu en 1962. Réélu en 1964. Réélu en 1966. Réélu en 1968. Réélu en 1970. Retrait.                                       | 1953–1963         |
| William Raleigh Hull Jr. (en)   | Démocrate         | 3 janvier 1955 - 3 janvier 1973     | 84e - 92e   | Élu en 1954. Réélu en 1956. Réélu en 1958. Réélu en 1960. Réélu en 1962. Réélu en 1964. Réélu en 1966. Réélu en 1968. Réélu en 1970. Retrait.                                       | 1963–1973         |
| Jerry Litton (en)               | Démocrate         | 3 janvier 1973 - 3 août 1976        | 93e , 94e   | Élu en 1972. Réélu en 1974. Décès. | 1973–1983         |
| Vacant                          | Vacant            | 3 août 1976 - 2 novembre 1976       | 94e         | | 1973–1983         |
| Tom Coleman (en)                | Républicain       | 2 novembre 1976 - 3 janvier 1993    | 94e - 102e  | Élu pour terminer le mandat de Litton. Réélu en 1976. Réélu en 1978. Réélu en 1980. Réélu en 1982. Réélu en 1984. Réélu en 1986. Réélu en 1988. Réélu en 1990. Perds sa réélection. | 1973–1983         |
| Tom Coleman (en)                | Républicain       | 2 novembre 1976 - 3 janvier 1993    | 94e - 102e  | Élu pour terminer le mandat de Litton. Réélu en 1976. Réélu en 1978. Réélu en 1980. Réélu en 1982. Réélu en 1984. Réélu en 1986. Réélu en 1988. Réélu en 1990. Perds sa réélection. | 1983–1993         |
| Pat Danner (en)                 | Démocrate         | 3 janvier 1993 - 3 janvier 2001     | 103e - 106e | Élue en 1992. Réélue en 1994. Réélue en 1996. Réélue en 1998. Retrait. | 1993–2003         |
| Sam Graves                      | Républicain       | 3 janvier 2001 - Présent            | 107e - 118e | Élu en 2000. Réélu en 2002. Réélu en 2004. Réélu en 2006. Réélu en 2008. Réélu en 2010. Réélu en 2012. Réélu en 2014. Réélu en 2016. Réélu en 2018. Réélu en 2020. Réélu en 2022.   | 1993–2003         |
| Sam Graves                      | Républicain       | 3 janvier 2001 - Présent            | 107e - 118e | Élu en 2000. Réélu en 2002. Réélu en 2004. Réélu en 2006. Réélu en 2008. Réélu en 2010. Réélu en 2012. Réélu en 2014. Réélu en 2016. Réélu en 2018. Réélu en 2020. Réélu en 2022.   | 2003–2013         |
| Sam Graves                      | Républicain       | 3 janvier 2001 - Présent            | 107e - 118e | Élu en 2000. Réélu en 2002. Réélu en 2004. Réélu en 2006. Réélu en 2008. Réélu en 2010. Réélu en 2012. Réélu en 2014. Réélu en 2016. Réélu en 2018. Réélu en 2020. Réélu en 2022.   | 2013–2023         |
| Sam Graves                      | Républicain       | 3 janvier 2001 - Présent            | 107e - 118e | Élu en 2000. Réélu en 2002. Réélu en 2004. Réélu en 2006. Réélu en 2008. Réélu en 2010. Réélu en 2012. Réélu en 2014. Réélu en 2016. Réélu en 2018. Réélu en 2020. Réélu en 2022.   | 2023–Présent      |

## Résultats des récentes élections
Voici les résultats des précédents cycles électoraux dans le district.

### 2004
| Élection de 2004 du 6e district congressionnel du Missouri | Élection de 2004 du 6e district congressionnel du Missouri | Élection de 2004 du 6e district congressionnel du Missouri | Élection de 2004 du 6e district congressionnel du Missouri | Élection de 2004 du 6e district congressionnel du Missouri |
| ---------------------------------------------------------- | ---------------------------------------------------------- | ---------------------------------------------------------- | ---------------------------------------------------------- | ---------------------------------------------------------- |
| Parti                                                      | Parti                                                      | Candidat                                                   | Votes                                                      | %                                                          |
|                                                            | Républicain                                                | Sam Graves (sortant)                                       | 196 516                                                    | 63,83                                                      |
|                                                            | Démocrate                                                  | Charles S. Broomfield                                      | 106 987                                                    | 34,75                                                      |
|                                                            | Libertarien                                                | Erik Buck                                                  | 4352                                                       | 1,41                                                       |
| Total des votes                                            | Total des votes                                            | Total des votes                                            | 307 885                                                    | 100%                                                       |
|                                                            | Les Républicains conservent                                |                                                            |                                                            |                                                            |

### 2006
| Élection de 2006 du 6e district congressionnel du Missouri | Élection de 2006 du 6e district congressionnel du Missouri | Élection de 2006 du 6e district congressionnel du Missouri | Élection de 2006 du 6e district congressionnel du Missouri | Élection de 2006 du 6e district congressionnel du Missouri |
| ---------------------------------------------------------- | ---------------------------------------------------------- | ---------------------------------------------------------- | ---------------------------------------------------------- | ---------------------------------------------------------- |
| Parti                                                      | Parti                                                      | Candidat                                                   | Votes                                                      | %                                                          |
|                                                            | Républicain                                                | Sam Graves (sortant)                                       | 150 882                                                    | 61,64                                                      |
|                                                            | Démocrate                                                  | Sara Jo Shettles                                           | 87 477                                                     | 35,73                                                      |
|                                                            | Libertarien                                                | Erik Buck                                                  | 4757                                                       | 1,94                                                       |
|                                                            | Progressiste                                               | Shirley A. Yurkonis                                        | 1679                                                       | 0,69                                                       |
| Total des votes                                            | Total des votes                                            | Total des votes                                            | 244 795                                                    | 100%                                                       |
|                                                            | Les Républicains conservent                                |                                                            |                                                            |                                                            |

### 2008
| Élection de 2008 du 6e district congressionnel du Missouri | Élection de 2008 du 6e district congressionnel du Missouri | Élection de 2008 du 6e district congressionnel du Missouri | Élection de 2008 du 6e district congressionnel du Missouri | Élection de 2008 du 6e district congressionnel du Missouri |
| ---------------------------------------------------------- | ---------------------------------------------------------- | ---------------------------------------------------------- | ---------------------------------------------------------- | ---------------------------------------------------------- |
| Parti                                                      | Parti                                                      | Candidat                                                   | Votes                                                      | %                                                          |
|                                                            | Républicain                                                | Sam Graves (sortant)                                       | 196 526                                                    | 59,4                                                       |
|                                                            | Démocrate                                                  | Kay Barnes                                                 | 121 894                                                    | 36,9                                                       |
|                                                            | Libertarien                                                | Dave Browning                                              | 12 279                                                     | 3,7                                                        |
| Total des votes                                            | Total des votes                                            | Total des votes                                            | 330 699                                                    | 100%                                                       |
|                                                            | Les Républicains conservent                                |                                                            |                                                            |                                                            |

### 2010
| Élection de 2010 du 6e district congressionnel du Missouri | Élection de 2010 du 6e district congressionnel du Missouri | Élection de 2010 du 6e district congressionnel du Missouri | Élection de 2010 du 6e district congressionnel du Missouri | Élection de 2010 du 6e district congressionnel du Missouri |
| ---------------------------------------------------------- | ---------------------------------------------------------- | ---------------------------------------------------------- | ---------------------------------------------------------- | ---------------------------------------------------------- |
| Parti                                                      | Parti                                                      | Candidat                                                   | Votes                                                      | %                                                          |
|                                                            | Républicain                                                | Sam Graves (sortant)                                       | 154 103                                                    | 69,44                                                      |
|                                                            | Démocrate                                                  | Clin Hylton                                                | 67 762                                                     | 30,54                                                      |
|                                                            | Write-In                                                   | Kyle Yarber                                                | 47                                                         | 0,02                                                       |
| Total des votes                                            | Total des votes                                            | Total des votes                                            | 221 912                                                    | 100%                                                       |
|                                                            | Les Républicains conservent                                |                                                            |                                                            |                                                            |

### 2012
| Élection de 2012 du 6e district congressionnel du Missouri | Élection de 2012 du 6e district congressionnel du Missouri | Élection de 2012 du 6e district congressionnel du Missouri | Élection de 2012 du 6e district congressionnel du Missouri | Élection de 2012 du 6e district congressionnel du Missouri |
| ---------------------------------------------------------- | ---------------------------------------------------------- | ---------------------------------------------------------- | ---------------------------------------------------------- | ---------------------------------------------------------- |
| Parti                                                      | Parti                                                      | Candidat                                                   | Votes                                                      | %                                                          |
|                                                            | Républicain                                                | Sam Graves (sortant)                                       | 216 906                                                    | 65,0                                                       |
|                                                            | Démocrate                                                  | Kyle Yarber                                                | 108 503                                                    | 32,5                                                       |
|                                                            | Libertarien                                                | Russ Lee Monchil                                           | 8279                                                       | 2,5                                                        |
| Total des votes                                            | Total des votes                                            | Total des votes                                            | 333 688                                                    | 100%                                                       |
|                                                            | Les Républicains conservent                                |                                                            |                                                            |                                                            |

### 2014
| Élection de 2014 du 6e district congressionnel du Missouri | Élection de 2014 du 6e district congressionnel du Missouri | Élection de 2014 du 6e district congressionnel du Missouri | Élection de 2014 du 6e district congressionnel du Missouri | Élection de 2014 du 6e district congressionnel du Missouri |
| ---------------------------------------------------------- | ---------------------------------------------------------- | ---------------------------------------------------------- | ---------------------------------------------------------- | ---------------------------------------------------------- |
| Parti                                                      | Parti                                                      | Candidat                                                   | Votes                                                      | %                                                          |
|                                                            | Républicain                                                | Sam Graves (sortant)                                       | 124 616                                                    | 66,6                                                       |
|                                                            | Démocrate                                                  | W. A. (Bill) Hedge                                         | 55 157                                                     | 29,5                                                       |
|                                                            | Libertarien                                                | Russ Monchil                                               | 7197                                                       | 3,9                                                        |
| Total des votes                                            | Total des votes                                            | Total des votes                                            | 186 970                                                    | 100%                                                       |
|                                                            | Les Républicains conservent                                |                                                            |                                                            |                                                            |

### 2016
| Élection de 2016 du 6e district congressionnel du Missouri | Élection de 2016 du 6e district congressionnel du Missouri | Élection de 2016 du 6e district congressionnel du Missouri | Élection de 2016 du 6e district congressionnel du Missouri | Élection de 2016 du 6e district congressionnel du Missouri |
| ---------------------------------------------------------- | ---------------------------------------------------------- | ---------------------------------------------------------- | ---------------------------------------------------------- | ---------------------------------------------------------- |
| Parti                                                      | Parti                                                      | Candidat                                                   | Votes                                                      | %                                                          |
|                                                            | Républicain                                                | Sam Graves (sortant)                                       | 238 388                                                    | 68,0                                                       |
|                                                            | Démocrate                                                  | David Blackwell                                            | 99 692                                                     | 28,5                                                       |
|                                                            | Libertarien                                                | Russ Lee Monchil                                           | 8123                                                       | 2,3                                                        |
|                                                            | Vert                                                       | Mike Diel                                                  | 4241                                                       | 1,2                                                        |
| Total des votes                                            | Total des votes                                            | Total des votes                                            | 350 444                                                    | 100%                                                       |
|                                                            | Les Républicains conservent                                |                                                            |                                                            |                                                            |

### 2018
| Élection de 2018 du 6e district congressionnel du Missouri | Élection de 2018 du 6e district congressionnel du Missouri | Élection de 2018 du 6e district congressionnel du Missouri | Élection de 2018 du 6e district congressionnel du Missouri | Élection de 2018 du 6e district congressionnel du Missouri |
| ---------------------------------------------------------- | ---------------------------------------------------------- | ---------------------------------------------------------- | ---------------------------------------------------------- | ---------------------------------------------------------- |
| Parti                                                      | Parti                                                      | Candidat                                                   | Votes                                                      | %                                                          |
|                                                            | Républicain                                                | Sam Graves (sortant)                                       | 199 796                                                    | 65,4                                                       |
|                                                            | Démocrate                                                  | Henry Martin                                               | 97 660                                                     | 32,0                                                       |
|                                                            | Libertarien                                                | Dan Hogan                                                  | 7953                                                       | 2,6                                                        |
| Total des votes                                            | Total des votes                                            | Total des votes                                            | 305 409                                                    | 100%                                                       |
|                                                            | Les Républicains conservent                                |                                                            |                                                            |                                                            |

### 2020
| Élection de 2020 du 6e district congressionnel du Missouri | Élection de 2020 du 6e district congressionnel du Missouri | Élection de 2020 du 6e district congressionnel du Missouri | Élection de 2020 du 6e district congressionnel du Missouri | Élection de 2020 du 6e district congressionnel du Missouri |
| ---------------------------------------------------------- | ---------------------------------------------------------- | ---------------------------------------------------------- | ---------------------------------------------------------- | ---------------------------------------------------------- |
| Parti                                                      | Parti                                                      | Candidat                                                   | Votes                                                      | %                                                          |
|                                                            | Républicain                                                | Sam Graves (sortant)                                       | 258 709                                                    | 67,1                                                       |
|                                                            | Démocrate                                                  | Gena Ross                                                  | 118 926                                                    | 30,8                                                       |
|                                                            | Libertarien                                                | Jim Higgins                                                | 8144                                                       | 2,1                                                        |
| Total des votes                                            | Total des votes                                            | Total des votes                                            | 385 779                                                    | 100%                                                       |
|                                                            | Les Républicains conservent                                |                                                            |                                                            |                                                            |

### 2022
| Primaire Républicaine de 2022 du 6e district congressionnel du Missouri | Primaire Républicaine de 2022 du 6e district congressionnel du Missouri | Primaire Républicaine de 2022 du 6e district congressionnel du Missouri | Primaire Républicaine de 2022 du 6e district congressionnel du Missouri | Primaire Républicaine de 2022 du 6e district congressionnel du Missouri |
| ----------------------------------------------------------------------- | ----------------------------------------------------------------------- | ----------------------------------------------------------------------- | ----------------------------------------------------------------------- | ----------------------------------------------------------------------- |
| Parti                                                                   | Parti                                                                   | Candidat                                                                | Votes                                                                   | %                                                                       |
|                                                                         | Républicain                                                             | Sam Graves (sortant)                                                    | 72 996                                                                  | 75,7                                                                    |
|                                                                         | Républicain                                                             | Christopher Ryan                                                        | 7848                                                                    | 8,1                                                                     |
|                                                                         | Républicain                                                             | Brandon Kleinmeyer                                                      | 7414                                                                    | 7,7                                                                     |
|                                                                         | Républicain                                                             | Dakota Shultz                                                           | 5902                                                                    | 6,1                                                                     |
|                                                                         | Républicain                                                             | John Dady                                                               | 2309                                                                    | 2,4                                                                     |

| Primaire Démocrate de 2022 du 6e district congressionnel du Missouri | Primaire Démocrate de 2022 du 6e district congressionnel du Missouri | Primaire Démocrate de 2022 du 6e district congressionnel du Missouri | Primaire Démocrate de 2022 du 6e district congressionnel du Missouri | Primaire Démocrate de 2022 du 6e district congressionnel du Missouri |
| -------------------------------------------------------------------- | -------------------------------------------------------------------- | -------------------------------------------------------------------- | -------------------------------------------------------------------- | -------------------------------------------------------------------- |
| Parti                                                                | Parti                                                                | Candidat                                                             | Votes                                                                | %                                                                    |
|                                                                      | Démocrate                                                            | Henry Martin                                                         | 13 488                                                               | 46,2                                                                 |
|                                                                      | Démocrate                                                            | Charles West                                                         | 9761                                                                 | 33,4                                                                 |
|                                                                      | Démocrate                                                            | Michael Howard                                                       | 5959                                                                 | 20,4                                                                 |

| Primaire Libertarienne de 2022 du 6e district congressionnel du Missouri | Primaire Libertarienne de 2022 du 6e district congressionnel du Missouri | Primaire Libertarienne de 2022 du 6e district congressionnel du Missouri | Primaire Libertarienne de 2022 du 6e district congressionnel du Missouri | Primaire Libertarienne de 2022 du 6e district congressionnel du Missouri |
| ------------------------------------------------------------------------ | ------------------------------------------------------------------------ | ------------------------------------------------------------------------ | ------------------------------------------------------------------------ | ------------------------------------------------------------------------ |
| Parti                                                                    | Parti                                                                    | Candidat                                                                 | Votes                                                                    | %                                                                        |
|                                                                          | Libertarien                                                              | Edward Anders Maidment                                                   | 350                                                                      | 100%                                                                     |

| Élection de 2022 du 6e district congressionnel du Missouri | Élection de 2022 du 6e district congressionnel du Missouri | Élection de 2022 du 6e district congressionnel du Missouri | Élection de 2022 du 6e district congressionnel du Missouri | Élection de 2022 du 6e district congressionnel du Missouri |
| ---------------------------------------------------------- | ---------------------------------------------------------- | ---------------------------------------------------------- | ---------------------------------------------------------- | ---------------------------------------------------------- |
| Parti                                                      | Parti                                                      | Candidat                                                   | Votes                                                      | %                                                          |
|                                                            | Républicain                                                | Sam Graves (sortant)                                       | 184 865                                                    | 70,3                                                       |
|                                                            | Démocrate                                                  | Henry Martin                                               | 72 253                                                     | 27,5                                                       |
|                                                            | Libertarien                                                | Edward Anders Maidment                                     | 5 774                                                      | 2,2                                                        |
| Total des votes                                            | Total des votes                                            | Total des votes                                            | 262 892                                                    | 100%                                                       |
|                                                            | Les Républicains conservent                                |                                                            |                                                            |                                                            |

### 2024
| Primaire Républicaine de 2024 du 6e district congressionnel du Missouri | Primaire Républicaine de 2024 du 6e district congressionnel du Missouri | Primaire Républicaine de 2024 du 6e district congressionnel du Missouri | Primaire Républicaine de 2024 du 6e district congressionnel du Missouri | Primaire Républicaine de 2024 du 6e district congressionnel du Missouri |
| ----------------------------------------------------------------------- | ----------------------------------------------------------------------- | ----------------------------------------------------------------------- | ----------------------------------------------------------------------- | ----------------------------------------------------------------------- |
| Parti                                                                   | Parti                                                                   | Candidat                                                                | Votes                                                                   | %                                                                       |
|                                                                         | Républicain                                                             | Sam Graves (sortant)                                                    | 80 531                                                                  | 78,1                                                                    |
|                                                                         | Républicain                                                             | Brandon Kleinmeyer                                                      | 11 086                                                                  | 10,7                                                                    |
|                                                                         | Républicain                                                             | Freddie Griffin Jr.                                                     | 8749                                                                    | 8,5                                                                     |
|                                                                         | Républicain                                                             | Weldon Woodward                                                         | 2776                                                                    | 2,7                                                                     |

| Primaire Démocrate de 2024 du 6e district congressionnel du Missouri | Primaire Démocrate de 2024 du 6e district congressionnel du Missouri | Primaire Démocrate de 2024 du 6e district congressionnel du Missouri | Primaire Démocrate de 2024 du 6e district congressionnel du Missouri | Primaire Démocrate de 2024 du 6e district congressionnel du Missouri |
| -------------------------------------------------------------------- | -------------------------------------------------------------------- | -------------------------------------------------------------------- | -------------------------------------------------------------------- | -------------------------------------------------------------------- |
| Parti                                                                | Parti                                                                | Candidat                                                             | Votes                                                                | %                                                                    |
|                                                                      | Démocrate                                                            | Pam May                                                              | 20 135                                                               | 72,1                                                                 |
|                                                                      | Démocrate                                                            | Rich Gold                                                            | 7781                                                                 | 27,9                                                                 |

| Primaire Libertarienne de 2024 du 6e district congressionnel du Missouri | Primaire Libertarienne de 2024 du 6e district congressionnel du Missouri | Primaire Libertarienne de 2024 du 6e district congressionnel du Missouri | Primaire Libertarienne de 2024 du 6e district congressionnel du Missouri | Primaire Libertarienne de 2024 du 6e district congressionnel du Missouri |
| ------------------------------------------------------------------------ | ------------------------------------------------------------------------ | ------------------------------------------------------------------------ | ------------------------------------------------------------------------ | ------------------------------------------------------------------------ |
| Parti                                                                    | Parti                                                                    | Candidat                                                                 | Votes                                                                    | %                                                                        |
|                                                                          | Libertarien                                                              | Andy Maidment                                                            | 263                                                                      | 100%                                                                     |

| Élection de 2024 du 6e district congressionnel du Missouri | Élection de 2024 du 6e district congressionnel du Missouri | Élection de 2024 du 6e district congressionnel du Missouri | Élection de 2024 du 6e district congressionnel du Missouri | Élection de 2024 du 6e district congressionnel du Missouri |
| ---------------------------------------------------------- | ---------------------------------------------------------- | ---------------------------------------------------------- | ---------------------------------------------------------- | ---------------------------------------------------------- |
| Parti                                                      | Parti                                                      | Candidat                                                   | Votes                                                      | %                                                          |
|                                                            | Républicain                                                | Sam Graves (sortant)                                       | TBD                                                        | TBD                                                        |
|                                                            | Démocrate                                                  | Pam May                                                    | TBD                                                        | TBD                                                        |
|                                                            | Libertarien                                                | Andy Maidment                                              | TBD                                                        | TBD                                                        |
|                                                            | Vert                                                       | Mike Diel                                                  | TBD                                                        | TBD                                                        |
| Total des votes                                            | Total des votes                                            | Total des votes                                            | TBD                                                        | 100%                                                       |
|                                                            |                                                            |                                                            |                                                            |                                                            |